# Autofagi (psykisk störning)
För den cellfysiologiska processen, se Autofagocytos
Autofagi (att äta sin egen kropp) klassificeras inte som en psykisk störning eller ett symptom på psykisk störning i Diagnostic and Statistical Manual of Mental Disorders (DSM), men kan klassificeras under DSM:s Impulse-Control Disorders Not Elsewhere Classified. Majoriteten av individer som lider av störningen känner ofta en spänning eller upphetsning innan han eller hon begår akten, och upplever sedan behag, tillfredsställande eller lättnad när han eller hon begår akten. När akten är fullföljd, kan eller kan inte individen känna ånger, självklander eller skuld.
Autofagi uppstår när man är tvungen att tillfoga smärta på sig själv genom att bita och/eller sluka delar av sin kropp. Störningen ses ibland med schizofreni, psykos och Lesch-Nyhan syndrom. 
Liknande beteenden har observerats hos laboratorieråttor i experiment vid ryggmärgsskador och perifera nervskador. Det resulterande beteendet består av att råttorna slickar och sedan tuggar på sina klor och tåspetsar. I extrema fall tuggar råttorna bort hela tår eller till och med foten. För att bli av med detta beteendet, tillämpade forskare en rad avdunstbara, bittra smakblandningar (en blandning av metronidazol och New Skin) på råttans lem på grund av det faktum att de flesta djur undviker att tugga på något med en bitter smak. Efter att ha testat denna blandning på 24 råttor med ryggmärgsskador, hade bara en råtta tuggat på sina tår efter en 2-3 veckors period.